# جون ليمون
جون ليمون (بالإنجليزية: Jon Lemmon)‏ هو لاعب كرة قدم أمريكي في مركز الوسط، ولد في 28 ديسمبر 1984 في لورانس في الولايات المتحدة. لعب مع Cleveland City Stars ‏.